# Barrington Levy
Barrington Levy (Clarendon, Jamaica, 1964. április 30. –) reggae- és dancehall-zenész.

## Lemezei
- 1979 – Bounty Hunter
- 1979 – Shaolin Temple
- 1979 – Shine Eye Gal
- 1979 – Englishman
- 1980 – Robin Hood
- 1980 – Doh Ray Me
- 1981 – Run Come Ya!
- 1982 – 21 Girls Salute
- 1983 – Poor Man Style
- 1983 – Life Style
- 1983 – Hunter Man
- 1983 – Teach Me Culture
- 1984 – Money Move
- 1984 – Meets Frankie Paul
- 1984 – Life Style
- 1985 – Prison Oval Rock
- 1985 – Open Book'
- 1985 – Here I Come
- 1986 – Clash of the 80's (Cocoa Tea)
- 1988 – Love the Life You Live
- 1990 – Live and Learn Presents  Beres Hammond and Barrington Levy
- 1992 – Turning Point
- 1994 – Divine
- 1995 – Barrington Levy's DJ Couteraction
- 1995 – Duets
- 1995 – Here I Come
- 1996 – Time Capsule
- 1996 – Live in Concert
- 1996 – Wanted
- 1997 – Making Tracks
- 1997 – Englishman / Robin Hood
- 1998 – Living Dangerously
- 1998 – Living Dangerously
- 1998 – Too Experienced, The Best Of Barrington Levy
- 2001 – Barrington Levy Dressed to Kill
- 2002 – Jah The Creator
- 2003 – Moonlight Lover
- 2004 – This Is Crucial Reggae : Barrington Levy
- 2005 – Barrington Levy In Dub

### Válogatások
- 1984 – Barrington Levy
- 1986 – Collection
- 1990– Broader Than Broadway
- 1992 – 20 Vintage Hits
- 1993 – Barrington
- 1994 – Reggae Vibes
- 1997 – Original Raggamuffin Part One
- 1997 – Ras Portraits
- 1998 – Too Experienced: The Best of Barrington Levy
- 1999 – Back To Back
- 2002 – Gold
- 2003 – Divine
- 2004 – This Is Crucial Reggae
- 2004 – Here I Come
- 2005 – Love Your Brother Man